# Myotis sicarius
Myotis sicarius es una especie de murciélago de la familia Vespertilionidae.

## Distribución geográfica
Se encuentra en India y Nepal.

## Hábitat
Su hábitat natural son: montañas, subtropicales o tropicales

## Estado de conservación
Se encuentra amenazada de extinción por la pérdida de su hábitat natural.